# Sears
Sears (ufficialmente Sears, Roebuck & Company) è una catena di grande distribuzione statunitense fondata a Chicago nel 1892 da Richard Warren Sears e Alvah Curtis Roebuck per vendite per corrispondenza su catalogo, aprendo successivamente il primo negozio nel 1925 a Evansville, in Indiana, e il primo grande magazzino a Chicago nel suo ex stabilimento di vendita per corrispondenza. All'inizio la sede centrale era situata nella Sears Tower di Chicago, in seguito a Hoffman Estates, nell'Illinois. Nel 2005 la società è acquistata dal management della catena americana Kmart con la costituzione del gruppo Sears Holdings ed i marchi Sears e Kmart. È stata la più grande catena al dettaglio degli Stati Uniti fino al 1989 quando è superata da Walmart. Dopo diversi anni di vendite in declino (nel 2017 era scesa ad occupare il 23º posto tra le cento maggiori catene al dettaglio americane), il 15 ottobre 2018 ha dichiarato bancarotta per i troppi debiti (circa 10 miliardi di dollari) in modo da poter continuare ad operare senza la pressione dei creditori.

## Storia

### Gli inizi
Richard Warren Sears, nato nel 1863 in una famiglia benestante del Minnesota, è costretto dalla morte del padre, avvenuta poco dopo aver perso la fortuna di famiglia in una speculazione, a lavorare ancora diciottenne nella stazione ferroviaria a North Redwood e poi a Minneapolis. Riuscì a fare anche altro: vendere a un prezzo più alto orologi comprati a basso prezzo. Così nel 1886 inizia a Minneapolis un'attività di vendita per corrispondenza di orologi, chiamandola "RW Sears Watch Company". L'anno dopo si trasferisce a Chicago pubblicando il primo catalogo di vendita per corrispondenza: non solo orologi ma anche diamanti e gioielli. Nel 1889 Sears decide di vendere la sua attività per 100.000 dollari ($ 2,7 milioni di oggi) e si trasferisce nello Iowa con l'intenzione di vivere di rendita.
Ma è un tipo inquieto e nel 1892 torna a Chicago fondando una nuova società di vendita per corrispondenza (ancora orologi e gioielli) insieme a Alvah Curtis Roebuck, un orologiaio conosciuto ai tempi di Minneapolis.  Nel 1893 nasce la Sears, Roebuck & Company con una diversificazione delle linee di prodotti offerti nei cataloghi. Nel 1894 il catalogo è cresciuto fino a 322 pagine, comprendente macchine da cucire, biciclette, articoli sportivi, automobili (prodotte successivamente, dal 1905 al 1915, dalla Lincoln Motor Car Works di Chicago) e una miriade di altri nuovi elementi, dalle bambole ai fornelli e generi alimentari.  Nel 1895 il catalogo è di 532 pagine, le vendite superano i 400.000 dollari (10,9 milioni di dollari di oggi), due anni dopo raddoppiano.
Nell'agosto 1895 metà della società è acquistata da un uomo d'affari di Chicago, Aaron Nusbaum, e dal cognato Julius Rosenwald per 75.000 dollari (2,2 milioni di oggi). Sears e Rosenwald si trovano subito d'accordo, non così con Nusbaum. Nel 1903 altro passaggio di proprietà: Sears e Rosenwald rilevano la quota di Nusbaum per 1,3 milioni di dollari (35,4 milioni oggi). Nel 1906 la quotazione a Wall Street con una IPO che è la prima grande IPO al dettaglio nella storia finanziaria americana. Dal 1924 al 1999 la società è stata una componente del Dow Jones Industrial Average. Sempre quell'anno apre la sua fabbrica di cataloghi e la Sears Merchandise Building Tower nel West Side di Chicago. L'edificio è la prima pietra di quello che sarebbe diventato il complesso di 16 ettari della società con uffici, laboratori e operazioni di vendita per corrispondenza a Homan Avenue e Arthington Street. Il complesso diventa la sede centrale dell'azienda fino al 1973, anno in cui è completata la Sears Tower, ed è utilizzato come base per gli ordini postali fino al 1993.

### La diversificazione

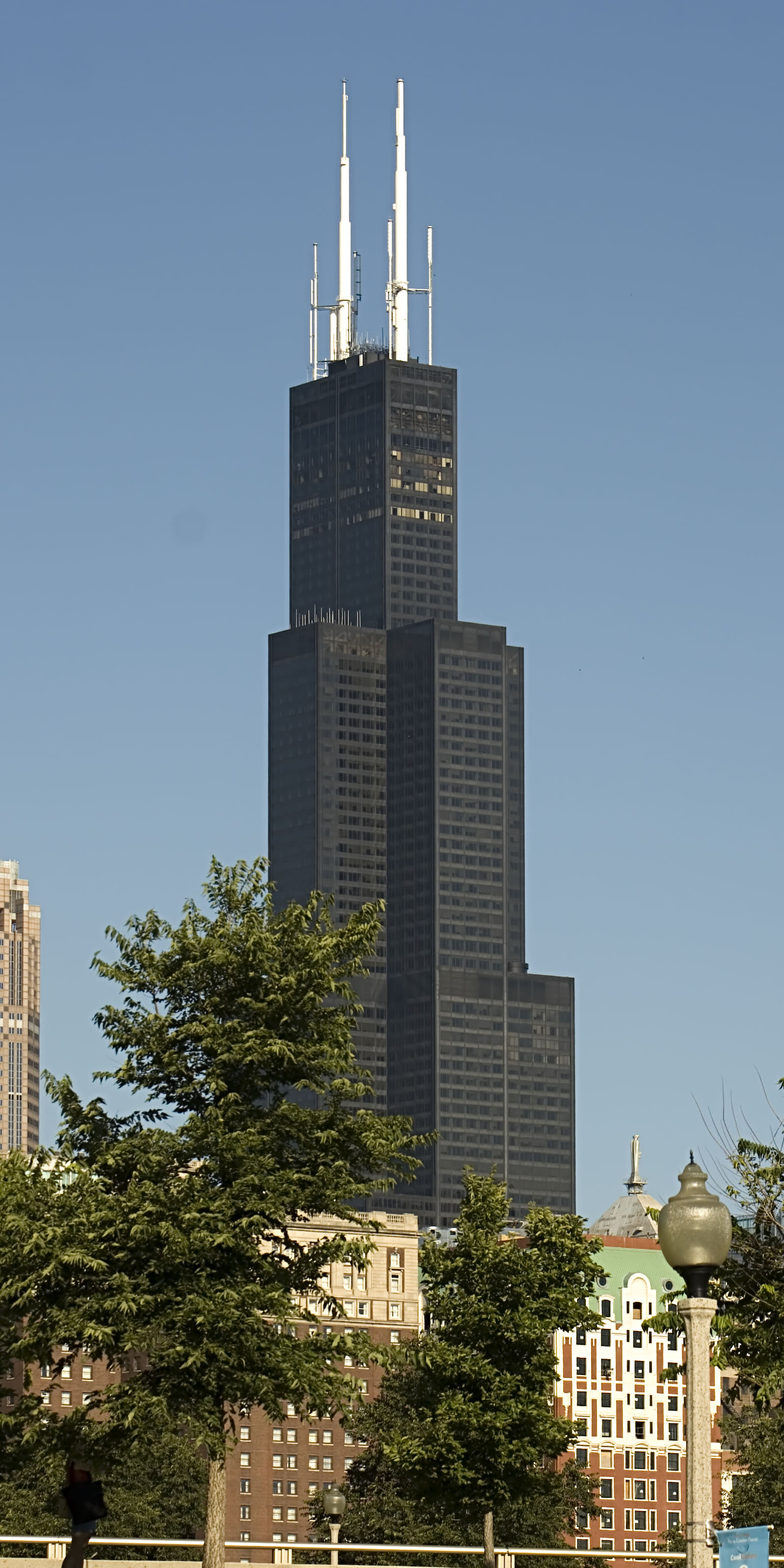
La Sears Tower, ora Willis Tower

Nel 1908 Sears lascia la presidenza per motivi di salute, al suo posto subentra Rosenwald. Il successo di vendite continua non solo perché i prezzi sono più bassi (in media del 50%), ma anche per un efficiente smaltimento degli ordini: ogni ordine ha un tempo stabilito entro il quale deve essere evaso. Per rispettare la tempistica, l'ordine viaggia dal deposito all'ingrosso al settore imballaggio su nastri trasportatori e scivoli, un sistema conosciuto come "la settima meraviglia" del mondo del commercio al punto da indurre Henry Ford a visitarlo per studiarne la tecnica di assemblaggio. Ma all'inizio del 1920 il settore agricolo americano incontra qualche difficoltà, le vendite per corrispondenza calano pesantemente e Rosenwald (rimarrà presidente sino alla sua morte nel 1932) decide di spostare il peso del business dall'America agricola a quella urbana abbandonando gradualmente le vendite su catalogo e aprendo i primi negozi (il primo nel 1924) e grandi magazzini.
Nel 1931 è creata Allstate Insurance Company, dagli anni venti agli anni cinquanta sono aperti molti grandi magazzini urbani negli Stati Uniti, in Canada e in Messico, nel 1959 nasce anche Homart Development Company per lo sviluppo di centri commerciali. Nel corso dei decenni sono fondati importanti marchi come Kenmore, Craftsman, DieHard, Silvertone, Supertone e Toughskins. Negli anni cinquanta-sessanta la società diventa un conglomerato, aggiungendo Dean Witter e Coldwell Banker nel 1981, dando vita a Prodigy come joint venture con IBM nel 1984 e introducendo la carta di credito Discover nel 1985.
Nel 1974 Sears completa la Sears Tower di 110 piani a Chicago, che diventa l'edificio più alto del mondo. Tra il 1993 e il 1995 trasferisce la sede centrale nel nuovo Prairie Stone Business Park a Hoffman Estates, Illinois. Il Sears Center è un'arena polifunzionale da 10.000 posti situata negli Hoffman Estates adiacente al campus Prairie Stone. Anche se i suoi diritti di denominazione per l'edificio sono scaduti nel 2003, è rimasta la Sears Tower fino all'estate del 2009 quando l'assicurazione Willis Group Holdings, Ltd., con sede a Londra, l'ha rinominata Willis Tower.
Negli anni novanta la società inizia a disinvestire dalle sue attività finanziarie, con conseguenze negative sui profitti dell'azienda. Cede così la sua divisione di servizi finanziari che includeva le attività di brokeraggio Dean Witter Reynolds e Discover Card, nel 1995 cede anche l'edificio alla General Growth Properties. Nel 1996 acquisisce invece la catena Orchard Supply Hardware e avvia nel 1997 il negozio di articoli per la casa The Great Indoors.